# Toprak Yalçiner
Toprak Yalçiner (Karaman, 21 juni 1987) is een van oorsprong Turkse actrice die in Nederland is opgegroeid. Ze kreeg bij het grote publiek vooral naamsbekendheid als Nuran Baydar in de RTL 4-soap Goede tijden, slechte tijden.

## Biografie
In 1995 speelde Yalçiner in de korte film Stampot cowboy. In 2002 speelde ze een rol in één aflevering van de serie Hartslag. Ze was werkzaam als lerares Engels op het IJburg College in Amsterdam.
Samen met Dilan Yurdakul geeft Yalçiner gestalte aan de gezusters Aysen en Nuran Baydar in Goede tijden, slechte tijden. Begin 2012 kwamen zij voor het eerst het soapstadje Meerdijk binnen. Het was voor het eerst sinds oktober 2010 dat er nieuwe vaste castleden bij kwamen. Ze vertolkte deze rol tot juli 2014 om zich daarna op andere werkzaamheden te richten. In 2018 keerde ze voor een aantal afleveringen terug in de soap.
In 2013 ontwierp POM Amsterdam in samenwerking met Yalçiner een sjaal voor Dance4life. De sjaal kost € 59,95 en de opbrengst wordt gebruikt voor de strijd tegen de soa aids. Eind 2014 was ze twee afleveringen actief in De Slimste Mens.
In 2015 was ze kandidaat in het BNN programma De Zeven Zeeën. Ze werd geëlimineerd in aflevering 5 en eindigde op de zevende plaats. In 2016 was Yalçiner te gast in het live-programma Carlo's TV Café van Carlo Boszhard, hierin bespraken ze de naakt fotoshoot die ze had gedaan voor JFK Magazine. Tijdens dit gesprek liet de presentator echter foto's van de shoot zien die door Yalçiner afgekeurd waren en niet openbaar mochten komen.
In 2017 vormde Yalçiner een dansduo met Stijn Fransen in het dansprogramma Dance Dance Dance, ze eindigde op de tweede plaats.
Vanaf 2021 is Yalçiner te zien als sportdocent Nadira Turan in de jeugdserie SpangaS: De Campus.

## Privé
In juli 2018 beviel Yalçiner van haar eerste kind, een zoon. In september 2022 beviel ze van haar tweede kind, een dochter.

## Filmografie
| Film als actrice           | Film als actrice                         | Film als actrice                               | Film als actrice                               |
| Jaar                       | Productie                                | Rol                                            | Opmerkingen                                    |
| -------------------------- | ---------------------------------------- | ---------------------------------------------- | ---------------------------------------------- |
| 1995                       | Stampot cowboy                           | dochter                                        | Korte film                                     |
| 2016                       | Rokjesdag                                | Iris                                           | Bioscoopfilm                                   |
| 2017                       | Roodkapje: Een Modern Sprookje           | collega van Suus                               | Telefilm                                       |
| 2024                       | De jackpot                               | schoonheidsspecialiste                         | Bioscoopfilm                                   |
| Televisie als actrice      |                                          |                                                |                                                |
| Jaar                       | Productie                                | Rol                                            | Opmerkingen                                    |
| 2002                       | Hartslag                                 | Yemna Dormusoglu                               | Afl. Nieuw bloed                               |
| 2012–2014, 2018            | Goede tijden, slechte tijden             | Nuran Baydar                                   | Vaste rol Ondersteunende rol                   |
| 2016–2018                  | Centraal Medisch Centrum                 | Dilem Yildiz                                   | Vaste rol                                      |
| 2017                       | De mannen van dokter Anne                | Manar Yildirim                                 | Afl. Aflevering 5                              |
| 2021                       | De Slet van 6VWO                         | agent Roosmael                                 | Bijrol                                         |
| 2021–2022                  | SpangaS: De Campus                       | Nadira Turan                                   | Vaste rol                                      |
| 2021                       | Follow de SOA                            | Marcella                                       | Bijrol                                         |
| Televisie als deelneemster |                                          |                                                |                                                |
| Jaar                       | Productie                                | Opmerkingen                                    | Opmerkingen                                    |
| 2014 - 2015                | Ranking the Stars                        | 2 seizoenen als panellid                       | 2 seizoenen als panellid                       |
| 2014                       | Het zijn net mensen                      |                                                |                                                |
| 2014                       | Roodkapje                                | Gast en later jurylid                          | Gast en later jurylid                          |
| 2014                       | De Slimste Mens                          | Twee afleveringen                              | Twee afleveringen                              |
| 2015                       | De Zeven Zeeën                           | Geëindigd op de zevende plaats                 | Geëindigd op de zevende plaats                 |
| 2016                       | Zeesterren                               | Team Gerard                                    | Team Gerard                                    |
| 2017                       | Weet Ik Veel                             | Geëindigd op de derde plaats                   | Geëindigd op de derde plaats                   |
| 2017                       | De Kist                                  | Gast                                           | Gast                                           |
| 2017                       | Dance Dance Dance                        | Als 2e geëindigd met danspartner Stijn Fransen | Als 2e geëindigd met danspartner Stijn Fransen |
| 2020                       | Vier handen op één buik                  |                                                |                                                |
| 2021                       | Code van Coppens: De wraak van de Belgen | Deelnemers-duo met Anouk Maas                  | Deelnemers-duo met Anouk Maas                  |
| 2024                       | Waku Waku                                |                                                |                                                |